# بتولین

بتولین (انگلیسی: Betulin) نوعی ترکیب شیمیایی است که در ساختار خود دارای سی عدد اتم کربن می باشد.